# Diphysa
Diphysa é um género botânico pertencente à família Fabaceae.